# Галенкове
Гале́нкове —  село в Україні, в Сумській області, Роменському районі. Населення становить 73 особи. Входить до складу Роменської міської громади. До 2020 орган місцевого самоврядування - Погожокриницька сільська рада.

## Географія
Село Галенкове розташоване на відстані 1 км від сіл Шилівське та Яковенкове, за 5 км від міста Ромни.
По селу протікає струмок, що пересихає.
Поруч пролягає автомобільний шлях Т 1913.

## Історія
- Село постраждало внаслідок геноциду українського народу, проведеного урядом СРСР 1923-1933 та 1946-1947 роках.
- 12 червня 2020 року, відповідно до розпорядження Кабінету Міністрів України № 723-р «Про визначення адміністративних центрів та затвердження територій територіальних громад Сумської області», село увійшло до складу Роменської міської громади[1].
- 19 липня 2020 року, в результаті адміністративно-територіальної реформи та ліквідації Роменського району(1930—2020), увійшло до складу новоутвореного Роменського району[2].

## Населення

### Мова
Розподіл населення за рідною мовою за даними перепису 2001 року:
| Мова       | Відсоток |
| ---------- | -------- |
| українська | 97,26%   |
| російська  | 2,74%    |

## Відомі люди
- Романчук Павло Родіонович (1921–2008) — український фізик, астроном. Доктор фізико-математичних наук. Розробник методу прогнозування сонячної активності. Герой Радянського Союзу (1944).